# Râul Ghiurca
Râul Ghiurca este un curs de apă, afluent al râului Buzău. Se formează la confluența brațelor Ghiurca Mare și Ghiurca Mică

## Hărți
- Harta Munții Buzăului [nefuncțională – arhivă]
- Harta Siriu - Trasee Montane